# Леопардова акула
Леопардова акула (Triakis) — рід акул з родини Куницеві акули ряду Кархариноподібні. Інша назва «потрійнозуба акула». Має 5 видів.

## Опис
Загальна довжина представників цього роду досягає 1 м., вкрай рідко складає 1,5 м. Голова невеличка, широка. Морда закруглена. Очі маленькі, витягнуті горизонтально, розташовані ближче до морди. Зуби пласкі, затуплені. Налічує 2 спинних плавці, які майже між собою рівні. Перший спинний плавець лежить далі за грудні плавці. Анальний плавець присутній, проте доволі маленький. Хвостовий плавець витягнуто майже горизонтально. Забарвлення сірувате, бурувате або коричнувате з різними відтінками. По тілу розкидані плями (залежно від виду різного розміру) переважно темного забарвлення. Звідси походить назва цих акул.

## Спосіб життя
Тримаються невеликих глибин, часто можна зустріти на мілині, поблизу берега. Часто ховаються серед рифів або у водоростях. Живляться дрібною костистою рибою та ракоподібними. Помірно швидкі акули.
Це яйцеживородні акули. Самиця після 10-12 місяців вагітності народжує від 2 до 4 акуленят розміром до 34 см.

## Розповсюдження
Мешкають біля південної Африки (ПАР, Намібія, Ангола), на Далекому Сході (Японія, Китай, Тайвань, Корейський півострів, Росія), уздовж узбережжя Каліфорнійського півострова (США, Мексика) та Еквадору й Перу (Південна Америка).

## Види
- Triakis acutipinna  Kato, 1968
- Triakis maculata  Kner & Steindachner, 1867
- Triakis megalopterus  Smith, 1839
- Triakis scyllium  Müller & Henle, 1839
- Triakis semifasciata  Girard, 1855